# Alternativa pro Českou republiku 2017
Alternativa pro Českou republiku 2017 (zkratka APAČI 2017) bylo české euroskeptické, konzervativní a krajně pravicové politické hnutí. Bylo zaregistrováno 16. června 2016. Jako předseda působil Richard Perman. Nejvyšší správní soud hnutí rozpustil v prosinci 2023.

## Historie
Hnutí vzniklo v okruhu některých bývalých členů Bloku proti islámu, který se rozpustil v květnu 2016. Zprvu se dostali do sporu o název s čerstvě zaregistrovanou politickou stranou Alternativa pro Česko (APČ).
Od svého založení chtělo hnutí bojovat proti islamizaci a multikulturalismu, Evropskou unii chtělo transformovat zpět do Evropského společenství a nevylučovalo ani podporu „czexitu“. Chtělo také zjednodušit daňový systém, omezit zbytečné regulace či zákony, „odstřihnout“ politické neziskové organizace od veřejných rozpočtů, zrušit koncesionářské poplatky a „napravit“ veřejnoprávní média.
Lídry hnutí byli v jeho začátcích Petr Hampl (zvolen na ustavujícím sněmu předsedou) a Martin Konvička, místopředsedou se stal hudebník a publicista Petr Štěpánek. Podporu hnutí vyjádřil také Ladislav Jakl či Ivo Strejček z Institutu Václava Klause.
V lednu 2022 vláda navrhla pozastavit činnost hnutí, protože neplnilo zákonné povinnosti, k čemuž došlo 16. března 2022. Rozpuštěno bylo v prosinci 2023.

### Volby do Senátu PČR 2016
Do senátních voleb v říjnu 2016 za hnutí kandidovali její předseda Hampl (Beroun) s místopředsedou Štěpánkem (Pardubice), dále Martin Konvička (Tábor), bývalý ředitel Slovenské televize Radim Hreha (Český Krumlov) a předsedkyně politické neziskové organizce Naštvané matky Eva Hrindová (Olomouc). Do souběžných krajských voleb hnutí po rozkolu s Úsvitem – národní koalice nekandidovalo. Konvička získal v senátních volbách 8,07 procenta hlasů, Hampl skončil na sedmém místě se ziskem 7,1 procenta. Po neúspěchu ve volbách Hampl i Konvička hnutí opustili, ve vedení měl dále zůstat Petr Štěpánek.
V dubnu 2017 Alternativě Nejvyšší správní soud České republiky pozastavil činnost kvůli neúplným finančním zprávám.

### Volby do Evropského parlamentu v Česku 2019
Hnutí se zúčastnilo voleb do Evropského parlamentu v roce 2019. Jako lídryně kandidátky byla ohlášena Klára Samková, na dalších místech pak Luděk Nezmar, Ivan Hrbek, Milan Vodička a Vojtěch Merunka.
V těchto volbách obdrželo 11 729 hlasů (0,49%) a nezískalo tak žádný mandát.